# はなまるぴっぴはよいこだけ/183の日本トレビアンROCK'N ROLL
「はなまるぴっぴはよいこだけ／183の日本トレビアンROCK'N ROLL」（はなまるぴっぴはよいこだけ／イヤミのにっぽんトレビアンロックンロール）は、2015年11月11日にアルテメイトから発売されたA応Pと、内田裕也と183ファミリーバンドのスプリット・シングルである。

## 概要
A応Pにとっては、アルテメイトに移籍後初のシングルであり、南寛将にとって音楽プロデューサーとして初めての仕事となる。
不思議な歌詞と昭和時代を思わせる作風を特徴としている。
「はなまるぴっぴはよいこだけ」はテレビ東京系テレビアニメ『おそ松さん』とのタイアップであり、ジャケット表面には『おそ松さん』のイラストが使われ、裏面がA応Pの写真になっている。
「はなまるぴっぴはよいこだけ」は2016年11月3日にEPとして単体で発売されたほか、2016年12月24日発売のミニアルバム『全力バタンキューはよいこだけ』にも「全力バタンキュー」と共に再録され、後者には同曲のリミックスバージョンも収録された。
ミュージックビデオのロケ地は、神奈川県横浜市港北区新横浜にある新横浜ラーメン博物館。

## 制作
南は「A応Pは「アニメ”勝手に”応援プロジェクト」なので、オープニング曲もアニメと一体となったものにしたい」という思いでアニメの制作元であるぴえろに相談したところ、ぴえろから「昭和」というキーワードを提示されたと南はアニメイトTVとのインタビューで述べている。
その後、南は前からA応Pの楽曲を使用していたコナミにも打診し、作曲家である96を紹介され、あさきも作詞家として加わったうえで楽曲制作にのぞんだ。
南は「作品との一体感を高めるために「シェー」や「おそ松さーん」といった叫ぶ場面は入れてほしい」とあさきに頼み、楽曲制作チームには「ギャグアニメなのでかっこよくなりすぎたりかわいくなりすぎないように気を付けるように」と頼んだ。また、南は「ちょっとうるさいくらいが聞いていて楽しい」という考えから、「レコーディング時もメンバーの個性がバラバラになってしまった部分をあえて残し、整いすぎることがないよう心掛けた。歌唱者であるA応Pには「感じたままで歌ってほしい」と指示を出したところ戸惑わせてしまったが、音楽ディレクターがうまくまとめてくれた」と述べている。

### タイトル
『はなまるぴっぴはよいこだけ』というタイトルはあさきの考案であり、あさきがほかのスタッフに由来をはっきりと教えることはなく、南は「テストで100点をもらった際の花丸の下につく線のことを示しているのではないか」とあさきに自身の推測を話したところ、それでもいいという答えが返ってきて、「『おそ松さん』の六つ子はとても100点とは言えないが、彼らのような存在も世界にとっては正解ではないか」という答えをあさきから返ってきた。ただし、あさきは他のスタッフからの同様の質問に対しては別の答えを述べていたため、結局各々が感じ取ったことすべてが「はなまるぴっぴ」ではないかという解釈にたどり着いた」と述べている。
表題曲「はなまるぴっぴはよいこだけ」について、作曲の黒沢ダイスケは、「『やっこちゃん』＝奴さん＝犯人」という風に、全ての歌詞に意味があると作詞のあさきから指導を受けた」と話している。A応Pはレコーディングの際にあさきからヒントを教えてもらったものの、最後まで何を言っているのか理解できなかったという。

### 作風
作風について南は「女の子たちが歌う歌なのでかわいらしい感じにしたが、きらきらとしたかわいらしさだけでなく、ちょっと残念な感じにした」と述べている。「アニメ自体は昭和テイストを残しつつも新しいものを作ることに挑戦しているため、ただ単に古いものを並べるだけでは面白くない。」と考え、「現代版の昭和」すなわち「昭和90年」という答えにたどり着き、歌詞やメロディーをいかにも昭和という感じにするのではなく、全体的にどこか昭和を感じさせるという作風にしたとアニメイトTVとのインタビューで話している。

## 収録曲
1. はなまるぴっぴはよいこだけ
  - 作詞：あさき 作曲・編曲：96 歌：A応P
  - テレビアニメ『おそ松さん』第1クールオープニングテーマ（第1話から第12話まで、ただし第6話ではBD・DVD版のみの使用）、第2クール第25話挿入歌。
2. 183の日本トレビアンROCK'N ROLL
  - 作詞：木崎徹 作曲・編曲：服部克久 歌：内田裕也と183ファミリーバンド
  - 赤塚不二夫生誕80周年記念ソング。A応Pはコーラスで参加。
3. はなまるぴっぴはよいこだけ (TV version)
  - 作詞：あさき 作曲・編曲：96 歌：A応P
  - 『おそ松さん』で実際に使われているショートバージョン。1番の後の歌詞が再構成されているほか、フルサイズにはない歌詞が含まれている。
4. はなまるぴっぴはよいこだけ (Instrumental)
5. 183の日本トレビアンROCK'N ROLL (Karaoke)

## 演奏
はなまるぴっぴはよいこだけ
- 川崎里実：Chorus

183の日本トレビアンROCK'N ROLL
- 内田裕也：Boss
- 南野陽子：Madonna
- BORO：Vocal
- 西山毅：Guitar
- 鮫島秀樹：Bass
- 中西康晴：Piano
- 渡嘉敷祐一：Drums
- 里村美和：Percussion, 応援
- A応P、PECO、MARIA, TAMI, SHINNOSUKE, SHOUTARO：Chorus
- ZACKEY：応援
- SAM from TRF：Choreography

## 評価
アキバ総研のアニメポータル「あにぽた」が主催する「2015秋アニメOPテーマ人気投票」で2位を獲得したほか、
アニメイトTVの臼井照人は『はなまるぴっぴはよいこだけ』の歌詞についてあさきワールド全開と評している。
オリコンシングルチャートでは2015年11月27日付で初登場17位を記録し、A応Pにとって初めてのチャートイン（200位以内）となった。その後登場5週目で37位までダウンした後に6週目で24位に再浮上、翌7週目に至って最高15位を記録するというアニメソングとしては異例のロングヒットとなった。
CD売り上げのほかデジタルセールスやラジオオンエア、twitterのつぶやきなどもポイント化されるビルボードジャパンHOT 100では23位に初登場、翌2週目で最高6位を記録した。ビルボードでは特にYouTubeの再生回数が好調だったこともありさらなるロングヒットを記録、総合チャートのHOT 100では計27週滞在、オリコンでは果たせなかった年間TOP 100入りも達成している（52位）。
2016年7月、アニメージュが主催する第38回アニメグランプリにおいて「はなまるぴっぴはよいこだけ」がアニメソング部門第1位を獲得した。

## 音楽ゲームへの収録
「はなまるぴっぴはよいこだけ (TV version)」については、作詞者であるあさきと作編曲者である黒沢ダイスケがコナミデジタルエンタテインメントに所属しているため、アニメ『おそ松さん』のオープニングテーマ制作として「Konami Digital Entertainment」のクレジットが入っており、アニメ放送開始直後の2015年10月6日より同社（アーケードゲームについては後にコナミアミューズメント）の音楽ゲーム「BEMANIシリーズ」の複数作品に収録された。2015年10月6日時点での収録機種は『DanceDanceRevolution』、『GITADORA Tri-Boost』、『jubeat prop』、『REFLEC BEAT groovin'!! Upper』の4作品。さらに、2015年10月22日からは『BeatStream』、同年11月26日からは『pop'n music éclale』にも追加収録された。BEMANIシリーズの多機種に収録されたこともあってか、2016年1月30日に闘会議2016にて行われたBEMANIスペシャルライブでは、BEMANIシリーズオリジナルの楽曲の演奏が披露される中で当楽曲も1曲目から披露された。その際の歌唱はPONが担当した。2017年9月28日からは『ノスタルジア FORTE』にも追加収録された。
また、コナミデジタルエンタテインメントのiOS・Android向け音楽ゲームにも、2015年11月9日より『GITADORA』で単独配信され、2016年7月8日より『jubeat plus』『REFLEC BEAT plus』にも「A応P」packとして、「全力バタンキュー」「青春セッション PARADISE」「Stay Gold」とともに配信された。
セガゲームスが運営するiOS・Android向けミュージカルリズムゲーム『夢色キャスト』にも、2016年6月22日から7月6日まで期間限定で行われたコラボレーション記念イベント「特別公演 おそ松さん」にて本楽曲が収録された。「SIX SAME FACES 〜今夜は最高!!!!!!〜」「全力バタンキュー」「SIX SHAME FACES 〜今夜も最高!!!!!!〜」も収録されている。同年6月29日からはEXTRA演目としても登場していた。
2017年9月30日にはブシモのiOS・Android向けゲーム『バンドリ! ガールズバンドパーティ!』に、「はなまるぴっぴはよいこだけ」がPastel*Palettesによるカバーバージョンで収録された。